# Antônio Correia
Antônio Correia, O.S.A. (Porto, 11 de outubro de 1721 - Salvador, 12 de julho de 1802) foi um prelado português, arcebispo da Bahia e Primaz do Brasil.

## Biografia
Foi ordenado diácono na Ordem de Santo Agostinho em 12 de junho de 1746 e, uma semana depois, foi ordenado padre. Era formado em teologia pela Universidade de Coimbra.
Teve seu nome proposto como arcebispo de São Salvador da Bahia em 27 de setembro de 1779, tendo seu nome confirmado em 13 de dezembro e sendo consagrado em 9 de abril de 1780.
Chegou a Salvador em 24 de dezembro de 1781. Durante seu governo pastoral, criou diversas paróquias, como Monte Santo (1782), Xique-Xique e Nossa Senhora da Purificação de Nazaré (ambas em 1785), Santana do Catu (1787), Santíssimo Coração de Jesus em Valença (1801) e Nossa Senhora das Dores (1802), além da elevação da capela à freguesia de Porto Seguro (1785).
Assumiu também o governo civil, nas ausências do 4º. Marquês de Valença e de Dom Fernando José de Portugal e Castro.
Faleceu em Salvador, em 12 de julho de 1802. Foi enterrado na Antiga Sé da Bahia e com a mudança da Sé, seus restos foram transladados para a Catedral-Basílica Primacial de São Salvador.

## Obras
- CORREIA, Frei António (1780). D. Fr. Antonio Correa da Ordem de Santo Agostinho, por graça de Deus, e da Santa Sé Apostólica Arcebispo Metropolitano da Bahia, do conselho da Rainha fidelíssima, minha Senhora. Lisboa, Portugal: Imprensa Régia
- CORREIA, Frei António (1779). Oração funebre do Excellentissimo, e Reverendissimo Arcebispo Metropolitano da Bahia D. Fr. Antonio de S. José ... recitada ... no Convento da Graça de Lisboa a 27 de setembro de 1779. Lisboa: Regia Officina Typografica